# 1949 год в истории железнодорожного транспорта
1949 год в истории железнодорожного транспорта

## События
- 31 июля — в РСФСР в Челябинске открыта детская железная дорога[1].

## Новый подвижной состав

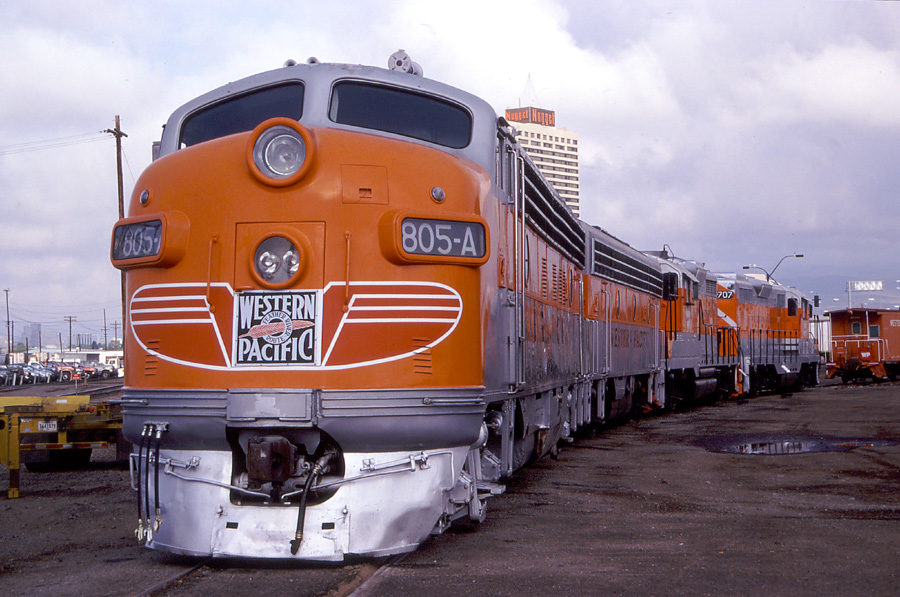
Тепловоз EMD FP7

- В США на заводах компании Electro-Motive Diesel освоен выпуск тепловозов серий EMD FP7 и EMD GP7.
- На Ворошиловградском паровозостроительном заводе выпущен опытный паровоз ОР23.
- Электротехнический завод «Ганс Баймлер» (ГДР) начал по заказу СССР производство промышленного электровоза IV-КП.
- В ЧССР на заводах компании Škoda Holding освоен выпуск паровозов серии Кч4.
- Завод Ганц (Будапешт) приступил к постройке шестивагонных дизель-поездов ДП для СССР.

## Персоны

### Родились
- 15 марта Аксёненко, Николай Емельянович — российский политический деятель, министр путей сообщения в 1997—2002 годах.
- 29 апреля Васи́лий Кузьми́ч Бочкарёв — российский государственный деятель, «Почётный железнодорожник».